# Episodi di LA to Vegas
La prima e unica stagione della serie televisiva LA to Vegas è composta da 15 episodi viene trasmessa in prima visione negli Stati Uniti su Fox dal 2 gennaio al 1 maggio 2018.
In Italia è stata trasmessa su Fox dal 30 marzo 2018 al 18 maggio 2018.
| n° | Titolo originale                           | Titolo italiano                          | Prima TV USA     | Prima TV Italia |
| -- | ------------------------------------------ | ---------------------------------------- | ---------------- | --------------- |
| 1  | Pilot                                      | Andata e ritorno                         | 2 gennaio 2018   | 30 marzo 2018   |
| 2  | The Yips and the Dead                      | Gli spasmi e il morto                    | 9 gennaio 2018   | 30 marzo 2018   |
| 3  | Two and a Half Pilots                      | Due piloti e mezzo                       | 16 gennaio 2018  | 6 aprile 2018   |
| 4  | The Affair                                 | L'amante                                 | 23 gennaio 2018  | 6 aprile 2018   |
| 5  | The Fellowship of the Bear                 | La compagnia dell'orsetto                | 6 febbraio 2018  | 13 aprile 2018  |
| 6  | #PilotFight                                | Combattimento fra piloti                 | 27 febbraio 2018 | 13 aprile 2018  |
| 7  | Things to Do in Vegas When You're Grounded | Cosa fare a Las Vegas quando sei a terra | 6 marzo 2018     | 20 aprile 2018  |
| 8  | Parking Lot B                              | Il parcheggio B                          | 13 marzo 2018    | 20 aprile 2018  |
| 9  | Overbooked                                 | Overbooking                              | 20 marzo 2018    | 27 aprile 2018  |
| 10 | Bernard's Birthday                         | Il compleanno di Bernard                 | 27 marzo 2018    | 27 aprile 2018  |
| 11 | Jack Silver                                | Jack Silver                              | 3 aprile 2018    | 4 maggio 2018   |
| 12 | Training Day                               | Training Day                             | 10 aprile 2018   | 4 maggio 2018   |
| 13 | The Dinner Party                           | Cena tra amici                           | 17 aprile 2018   | 11 maggio 2018  |
| 14 | Captain Dave's on a Roll                   | Il capitano Dave al casinò               | 24 aprile 2018   | 11 maggio 2018  |
| 15 | The Proposal                               | La proposta                              | 1 maggio 2018    | 18 maggio 2018  |